# توجيه بشأن حق المؤلف في السوق الرقمية الموحدة
يعد التوجيه بشأن حق المؤلف في السوق الرقمية الموحدة، والمعروف أيضًا باسم توجيه حقوق الطبع والنشر بالاتحاد الأوروبي، هو التوجيه المقترح للاتحاد الأوروبي مع الهدف المعلن لتنسيق جوانب قانون حقوق الطبع والنشر في السوق الرقمية الموحدة للاتحاد الأوروبي. إنها محاولة لتعديل قانون حقوق النشر للإنترنت من خلال توفير حماية إضافية لأولئك الذين يمتلكون مواد أو شيء مهم يتطلب الحماية الخاصة. وافقت لجنة البرلمان الأوروبي للشؤون القانونية على الاقتراح في 20 يونيو 2018 بالتصويت من قبل البرلمان بأكمله قبل أن يصبح قانونًا.
تتضمن مقترحات التوجيه إعطاء الناشرين القدرة على طلب الدفع مقابل استخدام أجزاء قصيرة من النص،  حيث يجب أن تتخذ مواقع الويب التي تستهدف الربح والتي تستضيف المحتوى الذي ينشره المستخدمون بشكل أساسي إجراءات «فعالة ومتناسبة» لمنع النشرات غير المسموح بها للمحتوى المحمي بحقوق الطبع والنشر، مع استثناءات حقوق النشر الخاصة بتعدين النصوص والبيانات من قبل مؤسسات البحث العلمي. ولأن كلا من التراخيص والاستثناءات محددة على أساس وطني، فإن المادتين 11و 13 من شأنها تجزئة سوق الاتحاد الأوروبي بما يتعارض مع الهدف المعلن للتوجيه. ستيفن دوتي عضو في البرلمان يريد أيضا أن يرى فلاتر تحميل مماثلة تستخدم لمنع «المواد المتطرفة» على الإنترنت.
في 26 أبريل 2018، وقعت 145 منظمة من مجالات حقوق الإنسان والحقوق الرقمية وحرية الإعلام والنشر والمكتبات والمؤسسات التعليمية ومطورو البرمجيات ومقدمو خدمة الإنترنت رسالة معارضة للتشريع المقترح. بعض من المعارضين تشمل مؤسسة الحدود الإلكترونية، المشاع الإبداعي، الحقوق الرقمية الأوروبية، مختلف فصول ويكيميديا،  واعتبارًا من 29 يونيو 2018، مؤسسة ويكيميديا، المنظمة المشغلة لويكيبيديا. والأفراد الذين عارضوا القانون علناً هم تيم بيرنرز-لي وفينت سيرف الذين يثيرون مخاوف بشأن تكاليف وفعالية مرشحات التحميل والتأثيرات السلبية على حرية الكلام على الإنترنت. هناك عريضة على موقع Change.org تعارض التوجيه تضمنت ما يقارب خمس ملايين توقيع (في 20 مارس 2019، وهي بذلك أكثر العرائض دعماً في التاريخ). تتضمن المجموعات التي تدعم التوجيه العديد من الناشرين والمجموعات الإعلامية. وهذا يشمل ديفيد جوتا، وثلاثة علامات موسيقية رئيسية، وجمعية شركات الموسيقى المستقلة.

## التاريخ

### العملية التشريعية
صدر الاقتراح بداية في 14 سبتمبر 2016 من قبل المفوضية الأوروبية، والذي يحمل المبادرة التشريعية في الاتحاد الأوروبي، بعد أن طلب البرلمان الأوروبي مثل هذا الاقتراح مع تقرير بمبادرة خاصة به (ما يسمى بتقرير رضا). وتم إصلاح حقوق النشر في الاتحاد الأوروبي من خلال هدف المفوضية الأوروبية في عام 2012 والتشاور في عام 2013؛ ترشيح يونكر، نداء كرويس، تأييد أوتينغر  ومجموعة من الاجندة الرقمية في عام 2014؛  اتصالات المفوضية الأوروبية في عام 2015.
وافق مجلس الاتحاد الأوروبي كوريبر في 25 مايو 2018 على النص الذي سيشرع في مفاوضات ثلاثية مع البرلمان الأوروبي للوصول إلى نص نهائي، دون دعم من ألمانيا أو فنلندا أو هولندا أو سلوفينيا أو بلجيكا أو المجر.
بعض مقترحاته، مثل ضريبة الارتباط التي يجب دفعها للناشرين، وشرط لتصفية محتوى المستخدم الذي تم تحميله لأعمال تنتهك حقوق الطبع والنشر.
في 20 يونيو 2018، وافقت لجنة الشؤون القانونية بالبرلمان الأوروبي على تغييرات كبيرة في قانون حقوق النشر الأوروبي، والتي يجب أن تؤكدها الجلسة العامة للبرلمان الأوروبي في يوليو 2018.

## المحتوى
وتشمل الأهداف المعلنة تحقيق التوازن بين الأموال التي تم جمعها بين المؤلفين ومواقع الإنترنت على الإنترنت وتحسين التعاون بين أولئك الذين يمتلكون محتوى ومنصات على الإنترنت.

### المادة 3
تقترح المادة 3 استثناء حقوق التأليف والنشر «تعدين النصوص والبيانات لأغراض البحث العلمي». يحتوي إصدار كوريبير على ملحق إلزامي واختياري.
واعتمادًا على ما إذا كانت تقر بوضع الملكية العامة للحقائق والمعلومات، يمكن أن تزيد المادة 3 أو تنقص القيود مقارنة بالوضع الراهن.

### المادة 11
تقترح المادة 11 حقوق الطبع والنشر الإضافية للناشرين الصحافيين،  التي سبق تأسيسها في ألمانيا وإسبانيا،  والتي تؤثر على نشر الأخبار. ف الحماية الإضافية هي مقترح لمدة سنة واحدة.
فالتوجيه له هدف محدد الا وهو لدعم "الصحافة الحرة والتعددية اللتان تعدان أمرا ضروريا لضمان جودة الصحافة ولوصول المواطنين إلى المعلومات ولكن يتم اساءة فهمهمن قبل العلماء.
أثناء دراسة الاقتراح، وجدت اللجنة والبرلمان أن هذا النص يعارضه المشغلون (الصحفيون  والناشرون) ، والأدلة: الدراسة التي طلبت المفوضية الأوروبية التوصل إليها قد استفادت بالفعل من زيادة التعرض (بدوره، عائدات الإعلانات من حركة المرور) التي جذبت منصات تجميع الأخبار لمقالاتها على الإنترنت، مشيرا إلى أن «الحالات الألمانية والإسبانية تظهر أن القانون يمكن أن يخلق الحق»، ولكن أن «قوى السوق قد قيمت هذا الحق بسعر الصفر.»
النشر الصحفي، "الغرض منه هو إعلام الجمهور العام والذي يتم تحديثه دوريًا أو بانتظام"، يختلف عن النشر الأكاديمي والعلمي  اقترحت تعديلات  لإضافة هذه المنشورات إلى نطاقها. دعا سبارك الأوروبي إلى إزالة المادة 11، بحجة أنه "سيجعل العقدين الأخيرين من الأخبار أقل سهولة للباحثين والجمهور، مما يؤدي إلى تشويه معرفة الجمهور وذاكرته عن الأحداث الماضية"، وإذا امتد إلى الأكاديمية النشر، "في الواقع، يطلب من القراء دفع الناشرين للحصول على المصنفات التي قام المؤلفون أو المؤسسات أو ممولي الأبحاث بدفعها للناشرين لجعلهم في متناول الجميع مجانًا بموجب شروط" الوصول المفتوح ".
في نسخة كوربيير  مقارنة بمقترح اللجنة، تمت إضافة استثناء لـ «الأجزاء غير الضرورية» من منشور صحفي، وتم تخفيض الطول من 20 إلى سنة بعد تاريخ النشر، ولا ينطبق هذا الحق بأثر رجعي. .

### المادة 13
تضيف المادة 13 التزاما لمعظم خدمات الإنترنت لتركيب فلاتر التحميل للمحتوى المقدم من قبل المستخدم. تتضمن أمثلة هذه الإجراءات أنظمة التعرف على المحتوى التي تعمل على تصفية الأعمال المحمية بحقوق النشر. المادة تجعل هذه الخدمات مسؤولة عن الأنشطة التي تنتهك حقوق الطبع والنشر من قبل المستخدمين، وتحل محل توجيه التجارة الإلكترونية، الذي يمنح موفرًا آمنًا لموفري المحتوى الذين كانوا «مجرد مجاري».
واجهت المادة 13 انتقادات بشأن إمكانية أن يؤدي ذلك إلى إحداث تأثير مخيفة على التعبير عبر الإنترنت. حيث يمكن أن تؤدي أنظمة التصفية التلقائية (على سبيل المثال، نظام «معرف المحتوى» في يوتيوب) إلى نتائج إيجابية خاطئة وعدم القدرة على حساب قيود حقوق النشر مثل التعامل العادل. كما تم اقتراح أن الشركات التكنولوجية الأمريكية الكبرى فقط لديها الموارد الكافية لتطوير أنظمة الترشيح، وأنه سيكون من الصعب على الشركات الأصغر الالتزام بالمتطلبات. إذا كانت هذه الشركات الصغيرة مطالبة باستخدام الأنظمة التي طورتها هذه الشركات الكبيرة، فسوف تحصل على مزيد من المعلومات عن الناس.
أثارت مقالة القانون لعام 2018 مخاوف من أن فلاتر التحميل يمكن أن تؤثر سلبًا على حقوق المستخدمين بما في ذلك حقهم في الخصوصية وحرية التعبير. كما أثارت مخاوف من أنه قد يؤثر على عمل الشبكات الاجتماعية. مقالة نشرت في مجلة تدعى (الطبيعة) تعلق على أن التوجيهات المقترحة يمكن أن تؤثر سلبًا على العلوم لأنها قد تؤثر سلبًا على قدرة العلماء على التواصل. هناك مخاوف من أن هذا يمكن أن يؤثر على توزيع ميمات الإنترنت وأنواع أخرى من المزيج.

### المادة 15
تهدف المادة 15 إلى السماح للمؤلفين بزيادة مكافآتهم في بعض الحالات حيث تكون منخفضة بشكل غير متناسب. المواد المقترحة 14-16، في حين أضعف من الأنظمة الموجودة في العديد من الدول الأعضاء، من شأنه أن يحسن الموقف التفاوضي للمؤلفين وفناني الأداء.
اقترحت جمعيات المؤلفين «آلية عودة الحقوق» التي من شأنها أن تسمح بإلغاء اتفاقية نقل حقوق الطبع والنشر التي ثبت أنها غير مؤاتية.

### مواد أخرى
تحاول مقاطع أخرى من الاقتراح توضيح الوضع القانوني لبعض الأنشطة المشتركة من قبل المكتبات والأعمال اليتيمة.
التعديلات التي أقرتها بعض لجان البرلمان الأوروبي ستعالج القضايا المتعلقة بالملك العام وحرية البانوراما.

## المواقف
تنوعت مواقف الأشخاص والهيئات تجاه هذا التوجيه ما بين مؤيد ومعارض أو غير محدد.

### معارضة
المادتان 11 و13 من التوجيه تعارضان بإجماع علمي نادر وقد واجهتا انتقادات واسعة النطاق،  وقد أظهر المؤلفون والصحفيون والناشرين ووكالات الأنباء وعلماء القانون وخبراء الإنترنت المؤسسات الثقافية،  والمستخدمون ومنظمات الحقوق المدنية والمفوضية السامية لحقوق الإنسان والمشرعون ودراسات الاتحاد الأوروبي معارضتهم للمقترحات.
يعارض عدد من مؤيدي العلم المفتوح بما في ذلك فانيسا برودمان، المدير الأوروبي لائتلاف النشر العلمي والموارد الأكاديمية، التشريع بسبب ما يعتبرونه تأثيره السلبي على التواصل العلمي. ويعتقد أن هذه التأثيرات السلبية تمتد إلى موقع بوابة الابحاث (ريسيرش غيت)، وهو مستودع للمواد البحثية.
تشمل قائمة أعضاء البرلمان الأوروبي الذين يعارضون التغييرات جوليا ريدا وهيدي هاوتلا ودان دالتون. تصف جوليا ريدا الجهود المبذولة في مجال القانون في الوقت الذي تحاول فيه شركات الإعلام الكبرى إجبار «المنصات ومحركات البحث على استخدام مقتطفاتهم ودفع تكاليفها». تشمل الأحزاب التي تعارض التشريع حزب الخضر الأوروبي.

### داعمة
يدعمها العديد من كبار الناشرين والمجموعات الإعلامية. وهذا يشمل ديفيد جوتا، وثلاثة علامات موسيقية رئيسية، وجمعية شركات الموسيقى المستقلة. يدعي هؤلاء المساندون أكثر من32, 000 توقيع. تشمل مجموعات النشر الداعمة الجمعية الدولية للناشرين الفنيين والعلميين ستيم وواكسيل سبرينجر.
أعضاء البرلمان الأوروبي في دعم أكسل فوس،  الذي يعتقد أن نقد التوجيه مبالغ فيه. وجادل بأن المادة 13 صممت في المقام الأول لاستهداف المنصات التي حققت محتوى غير مرخص نقدًا، وأنه تم تنقيحه لتضييق نطاقه.[بحاجة لمصدر أفضل] رد الباحثون والخبراء المستقلون بأنهم يعملون في المصلحة العامة، الإجماع العلمي يزعج ادعاءات مؤيدي المادتين 11 و13، أن السياسة يجب أن تكون قائمة على الأدلة، وأن الأدلة تظهر أن مثل هذه الإجراءات لا تساعد المؤلفين أو الصحفيين، ولكنها تستفيد من كبار مشغلي الإنترنت، «الشركات الكبرى وعقارات الفنانين المشهورين».

### غير واضحة
تشير بعض التقارير إلى أن غوغل وتويتر تعارضان القانون،  بينما يقول آخرون إنهم يدعمونه. علّق منشور من موقع قوقل في 2016 على الجهود التي ستلزمها شركات التكنولوجيا للامتثال، لكنه ذكر أن موقع يوتيوب لديه بالفعل محتوى البطاقة الشخصية  نظرًا لأن الشركات الناشئة ستحتاج على الأرجح إلى شراء برنامج التصفية، قد تستفيد شركات التكنولوجيا الكبرى مثل قوقل  ويعتقد أيضًا أن المنصات الكبيرة ستتمكن من التفاوض على صفقات مع كبار الناشرين الذين يعانون من آثار سلبية تحدث في الغالب للناشرين والمنصات الصغيرة.